# 블라디미르 호티넨코

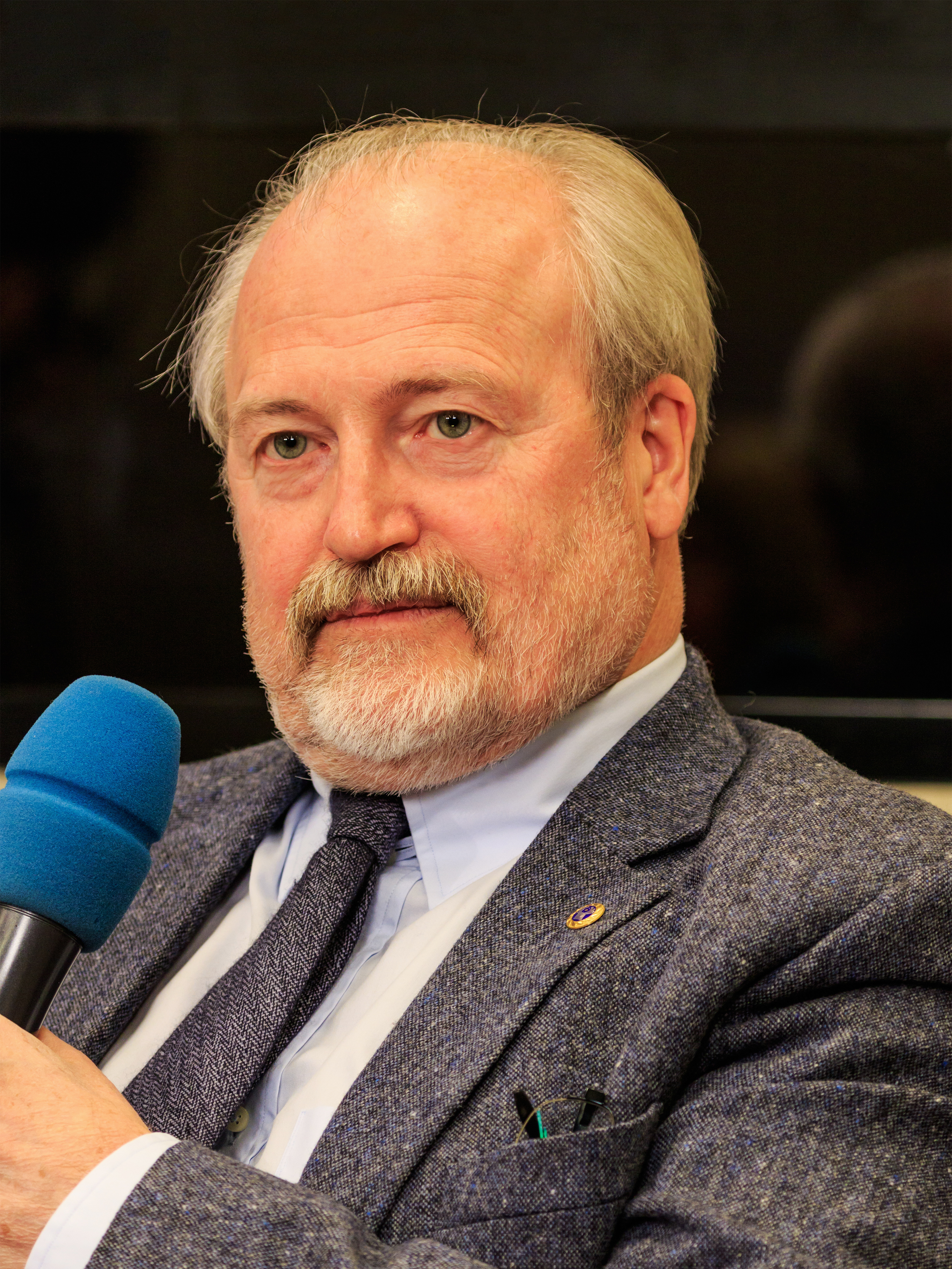

블라디미르 호티넨코(Vladimir Khotinenko, 1952년 1월 20일 ~ )는 소련 및 러시아의 영화 감독, 배우, 각본가, 디자이너, 무대 연출가이다.
슬라브고로드에서 태어났다.

## 영화
- 석세서스 (2015년)
- 팝 (2009년)
- 1612: 크로니클스 오브 더 다크 타임 (2007년)
- 72 메트라 (2004년)
- 미러 포 어 히어로 (1988년)